# بوبي بارنز
بوبي بارنز (بالإنجليزية: Bobby Barnes)‏ (17 ديسمبر 1962 في المملكة المتحدة - ) هو لاعب كرة قدم بريطاني في مركز الهجوم. لعب مع سكونثورب يونايتد وسويندون تاون ونادي بارتيك ثيسل ونادي بورنموث ونادي بيتربورو يونايتد ونادي توركي يونايتد ونادي نورثامبتون تاون ووست هام يونايتد ونادي كيترينغ تاون وFrankwell F.C. ‏ وهونغ كونغ رينجرز ونادي ألدرشوت وHendon F.C. ‏ وBournemouth F.C. ‏.

## وصلات خارجية
- بوبي بارنز على موقع قاعدة بيانات كرة القدم.إي يو (الإنجليزية)
- بوبي بارنز على موقع Soccerbase.com (لاعب) (الإنجليزية)
- بوبي بارنز على موقع عالم كرة القدم.نت (الإنجليزية)